# 유구초등학교 입석분교
유구초등학교 입석분교는 대한민국 충청남도 공주시 유구읍 입석리 444에 있었던 공립 초등학교이다.

## 연혁
- 1960.3.2 유구초등학교 입석분실 설치
- 1965.8.10 유구초등학교 입석분교장 승격
- 1967.3.1 입석초등학교로 승격
- 1993.3.1 유구초등학교로 편입
- 2004.3.1 폐교